# Neerlinter
Neerlinter est une section de la commune belge de Linter située en Région flamande dans la province du Brabant flamand. C'était une commune à part entière avant la fusion des communes de 1971.

## Évolution démographique
- Sources : INS, Rem. : 1831 jusqu'en 1970 = recensements, 1976 = nombre d'habitants au 31 décembre.
- 1920: Scission de Drieslinter en 1911

## Personnalités liées à Neerlinter
- Josse van Craesbeeck (né à Neerlinter, vers 1605 - mort vers 1661), peintre.
- Désiré Claes (né à Neerlinter, le 26 décembre 1836 - mort à Namur le 7 mars 1910), écrivain, enseignant et défenseur de la littérature flamande[2].